# Loches
Loches település Franciaországban, Indre-et-Loire megyében. Lakosainak száma 6233 fő (2022. január 1.). Loches Beaulieu-lès-Loches, Chambourg-sur-Indre, Chanceaux-près-Loches, Ferrière-sur-Beaulieu, Mouzay, Perrusson, Saint-Senoch és Varennes községekkel határos.

## Fekvése
Tourstól 41 km-rel délkeletre, a Loire mellékfolyója az Indra folyó mellett fekvő település.

## Története

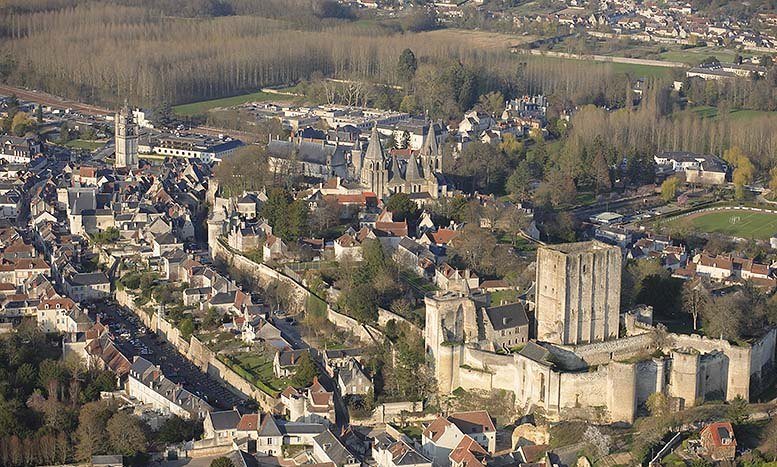
Lolches látképe

Loches-ban az első erődítményt Anjou grófjai építtették, melynek falai közé előkelőbb foglyaikat zárták, ezzel mintegy megszabva a várkastély későbbi rendeltetését is. Amikor Anjou urai az angol trónra léptek, a hosszúkás dombtetőn még inkább kiépítették a várfalakat. Loches várát Fülöp Ágost francia király fortéllyal szerezte meg Földnélküli Jánostól, de Oroszlánszívű Richárd háromórás ostrommal visszaszerezte tőle. Tíz évvel később, 1205-ben Fülöp Ágostnak csak egy teljes esztendeig tartó harc árán sikerült végleg megszereznie. Attól kezdve a francia királyok használták börtönnek.
Loches-ban temették el az 1450-ben elhunyt Agnès Sorelt, VII. Károly francia király hivatalos szeretőjét. Teste 2005-ig a vár kápolnájában nyugodott, díszes márvány síremlék alatt. Sírhelyét 2005-ben (eredeti végakarata szerint) áthelyezték a loches-i Saint-Ours plébániatemplomba.

## Galéria

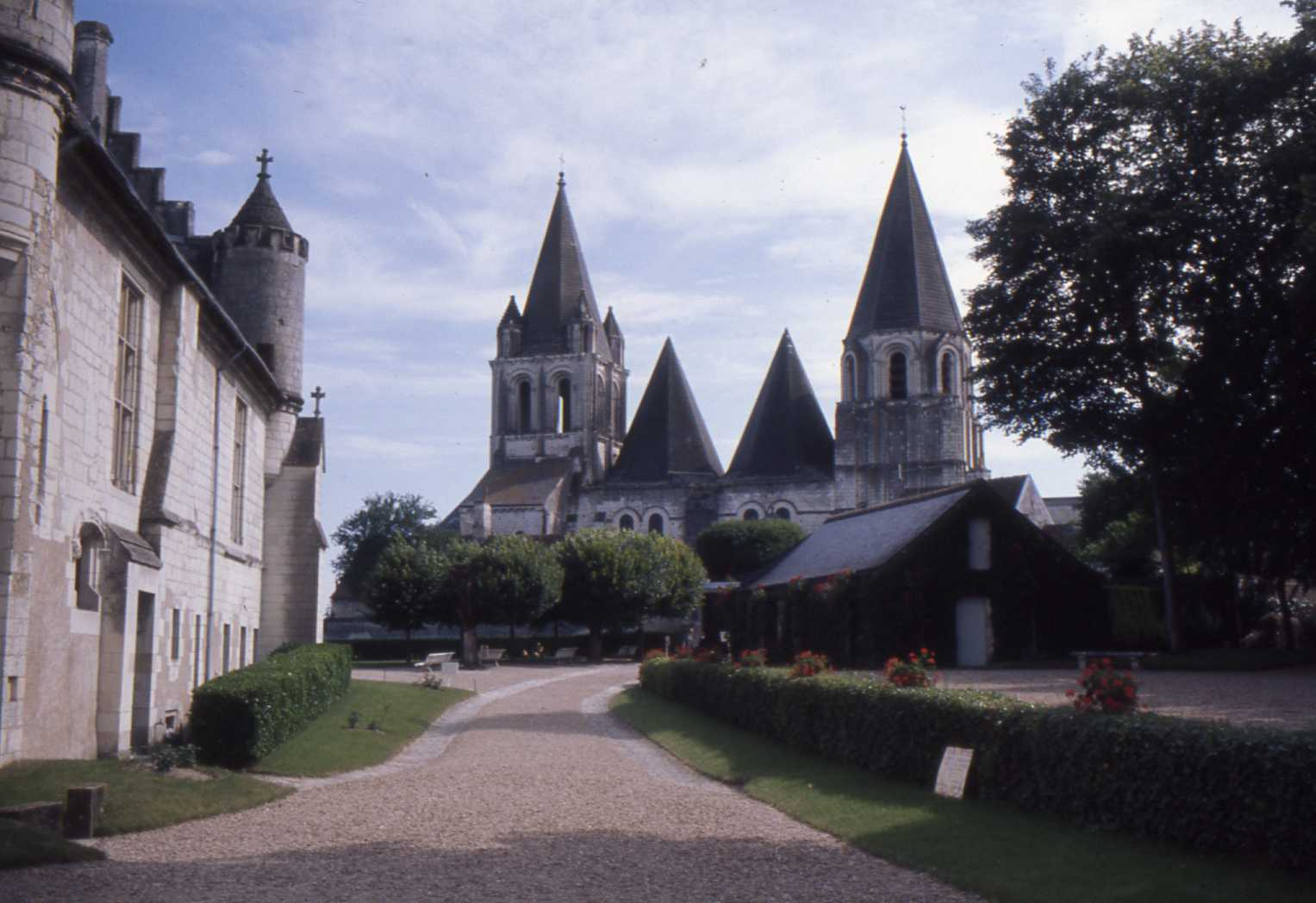
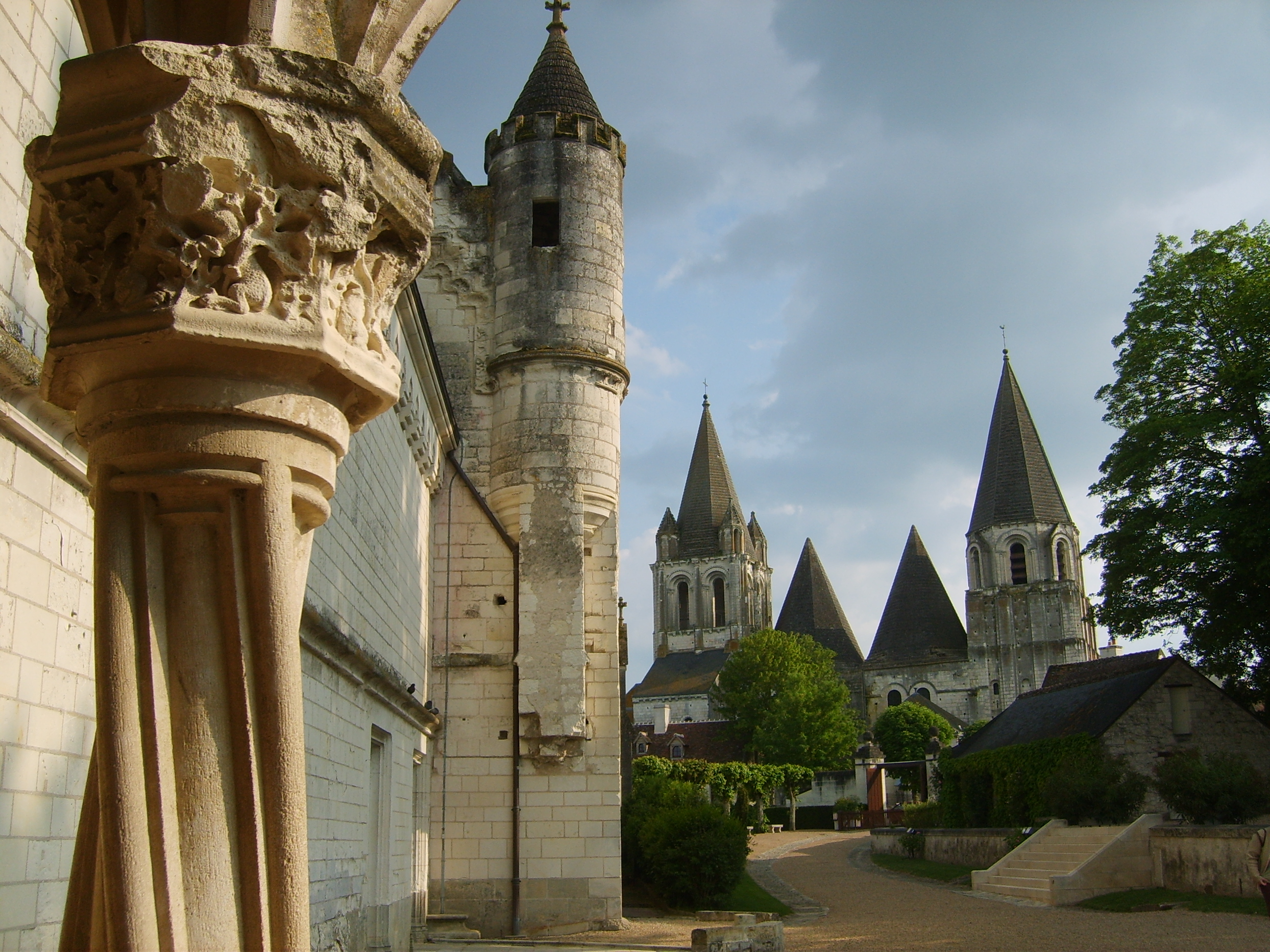
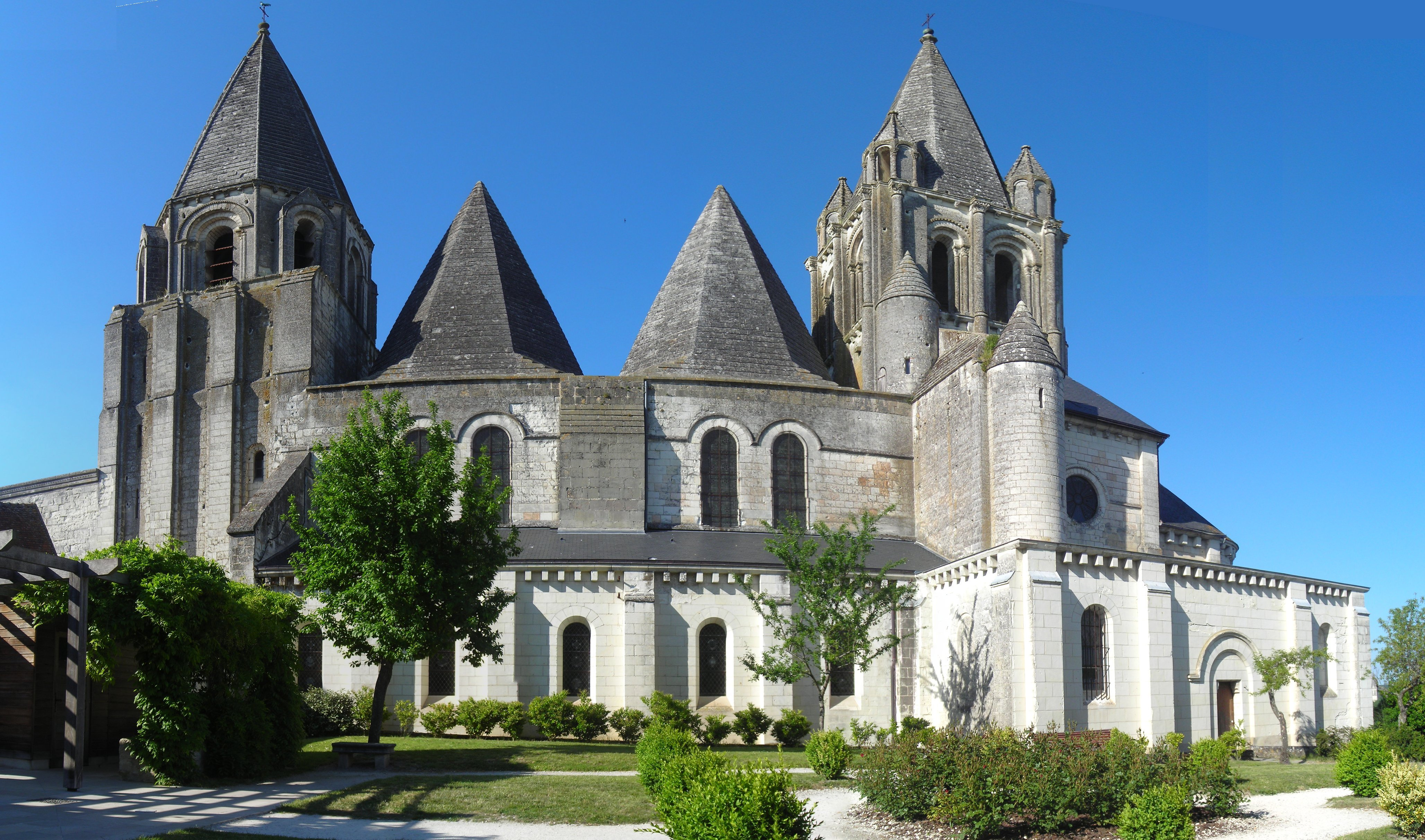
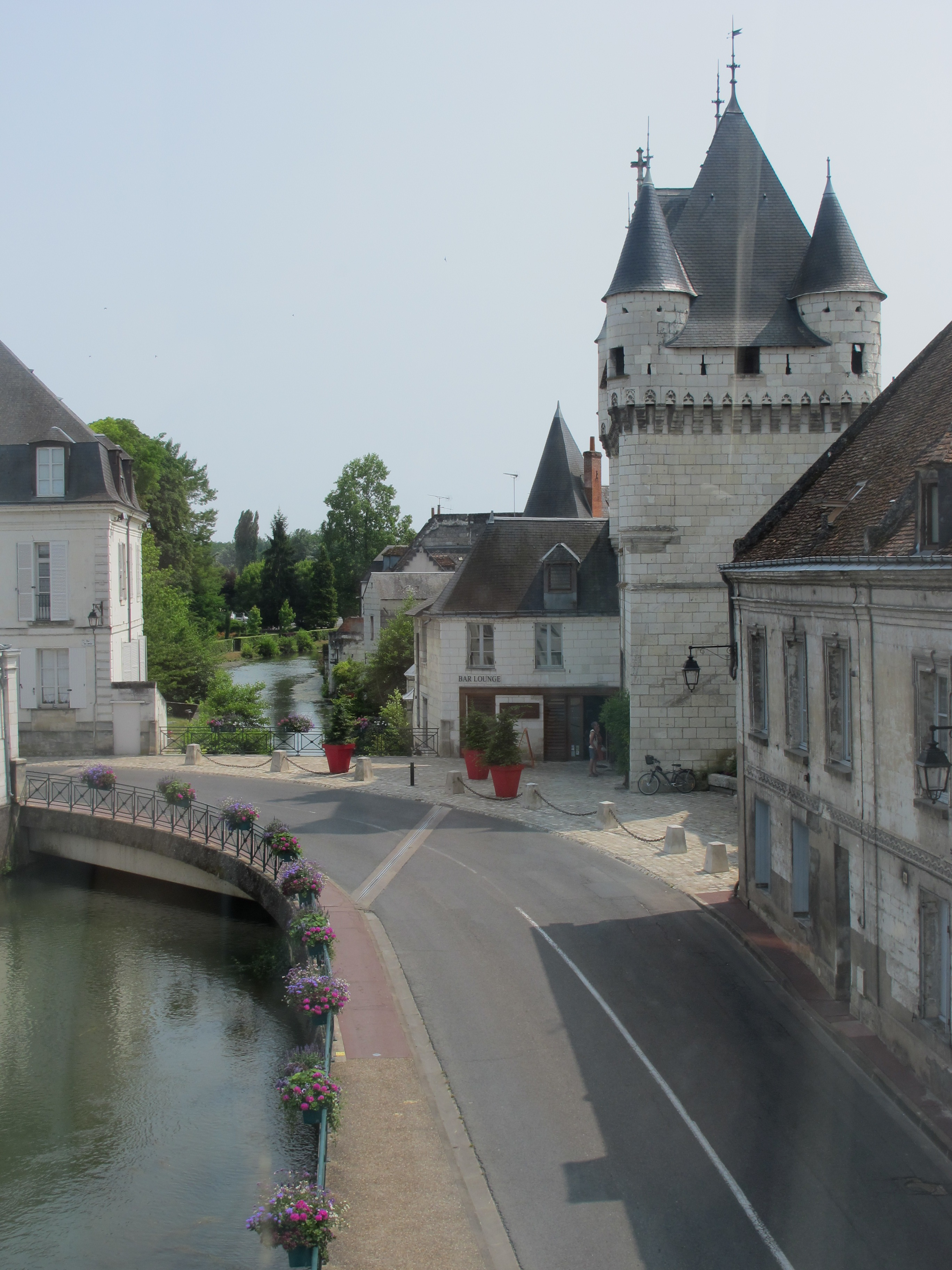
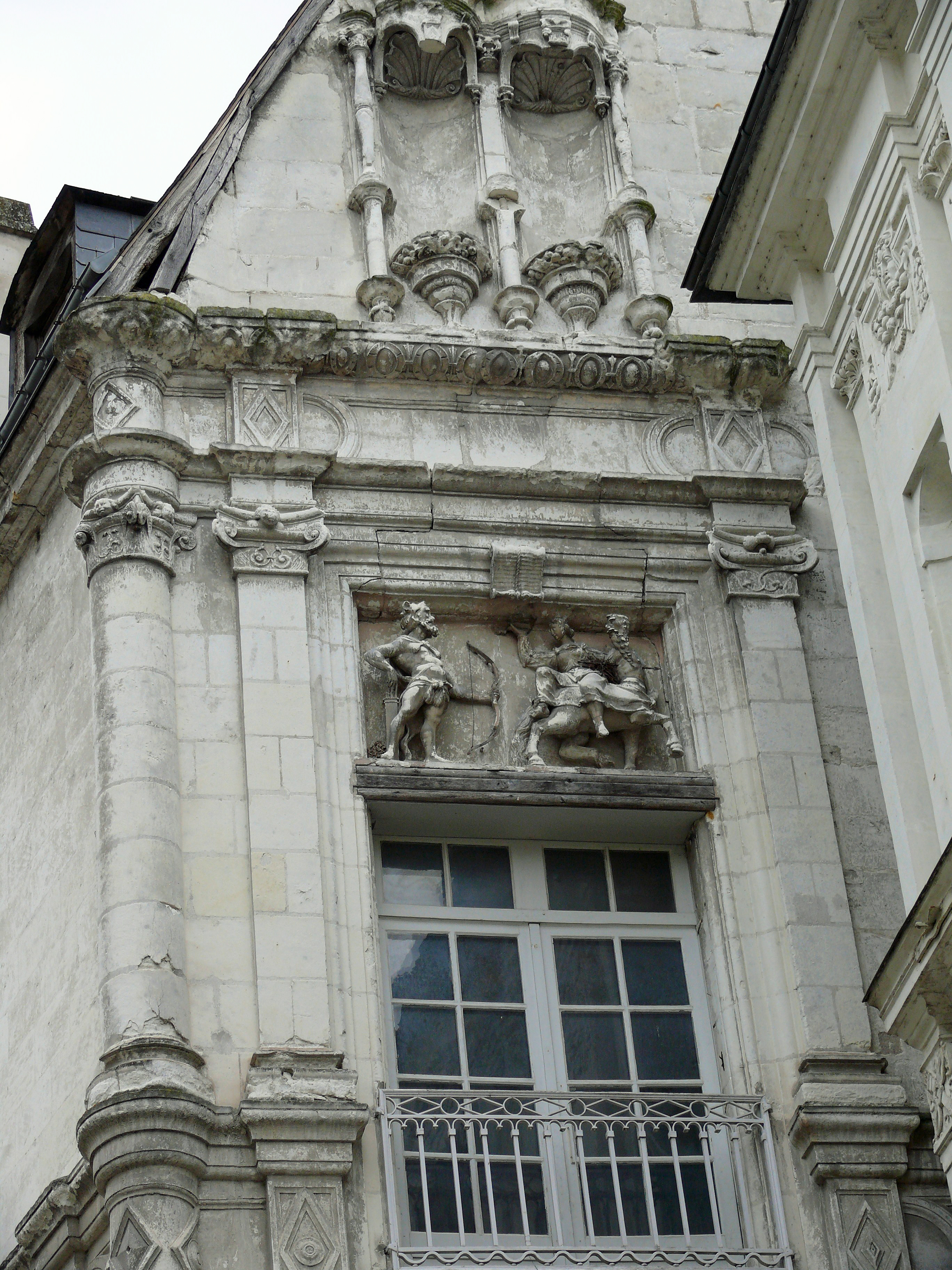
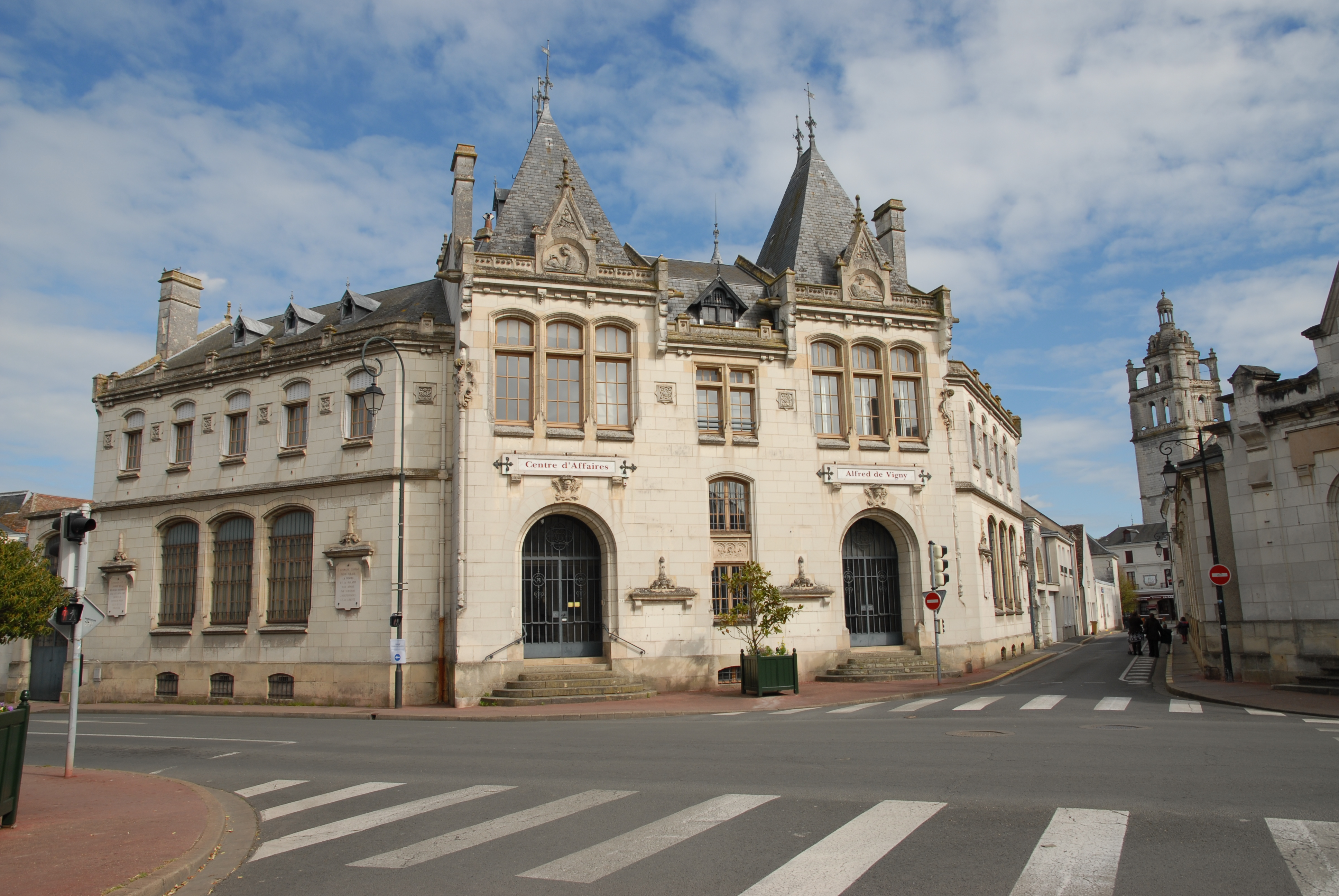
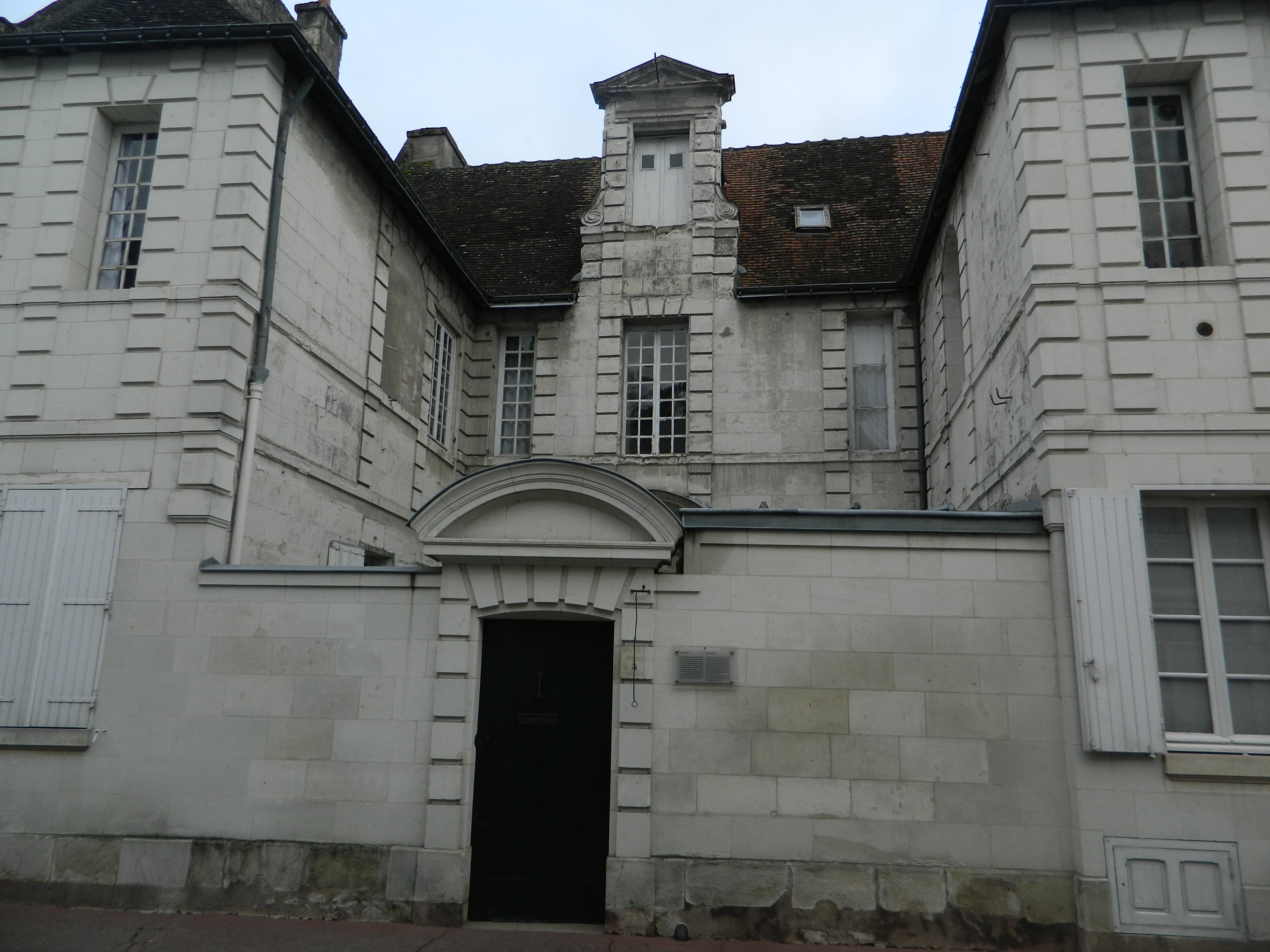
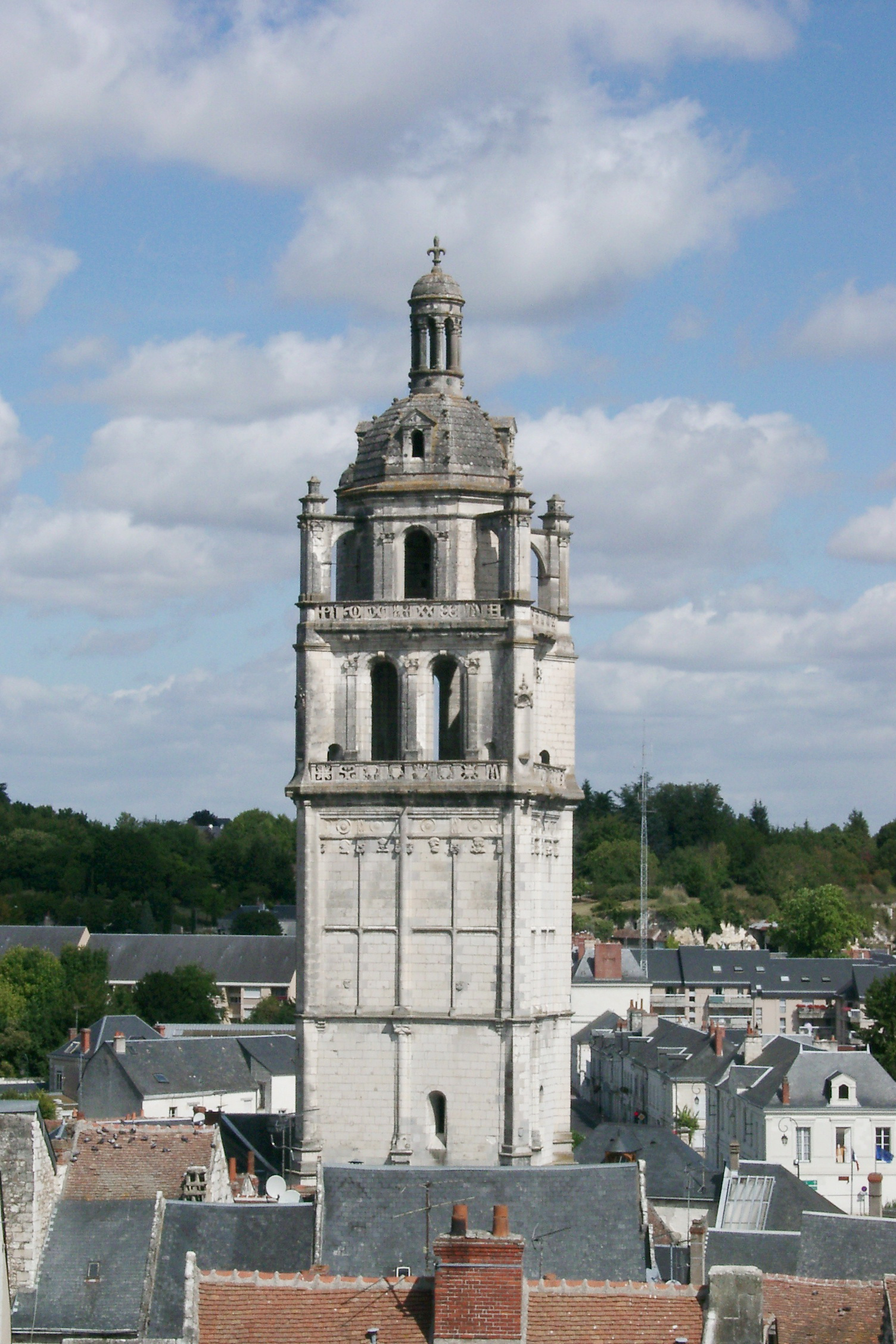
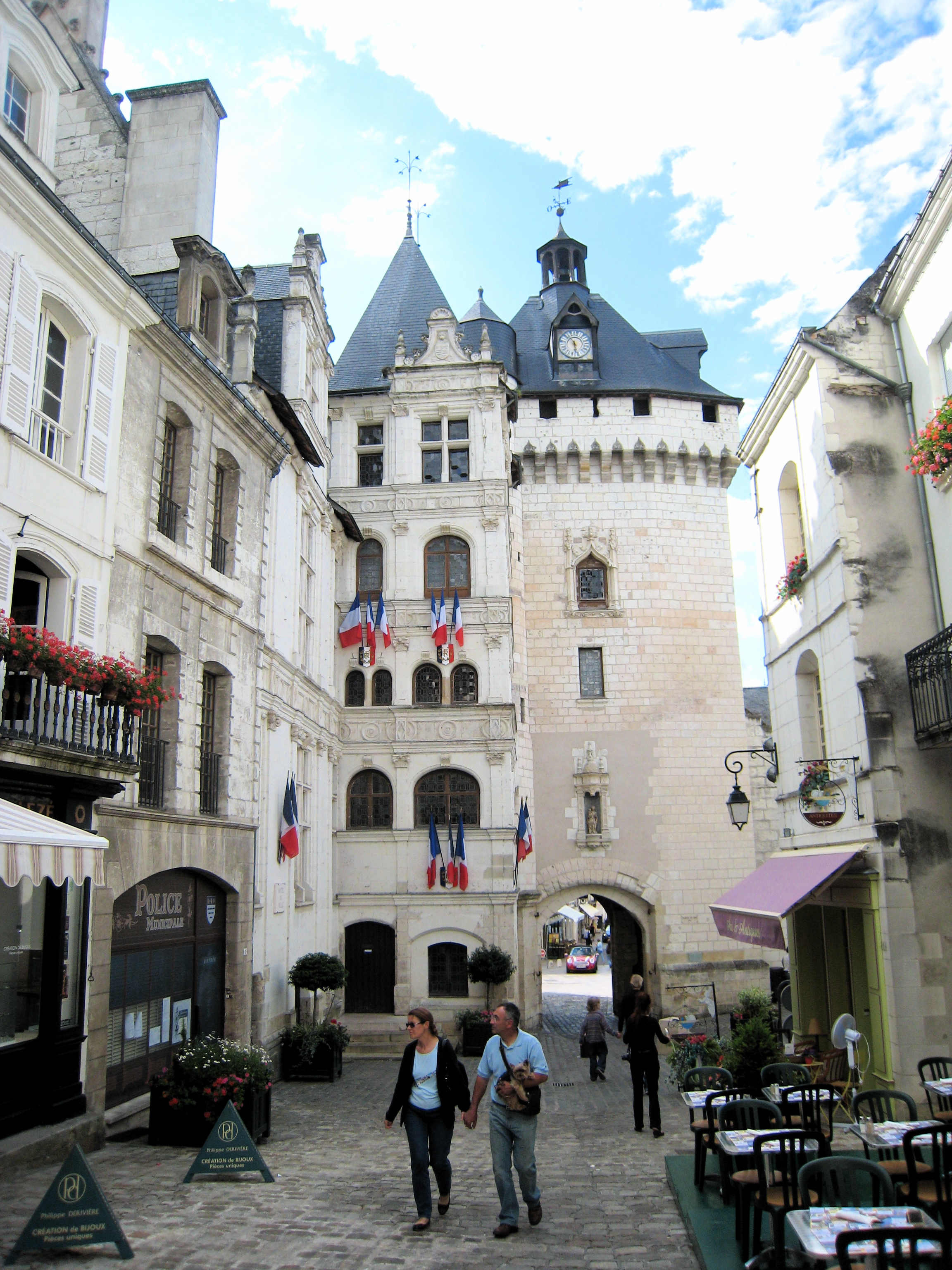
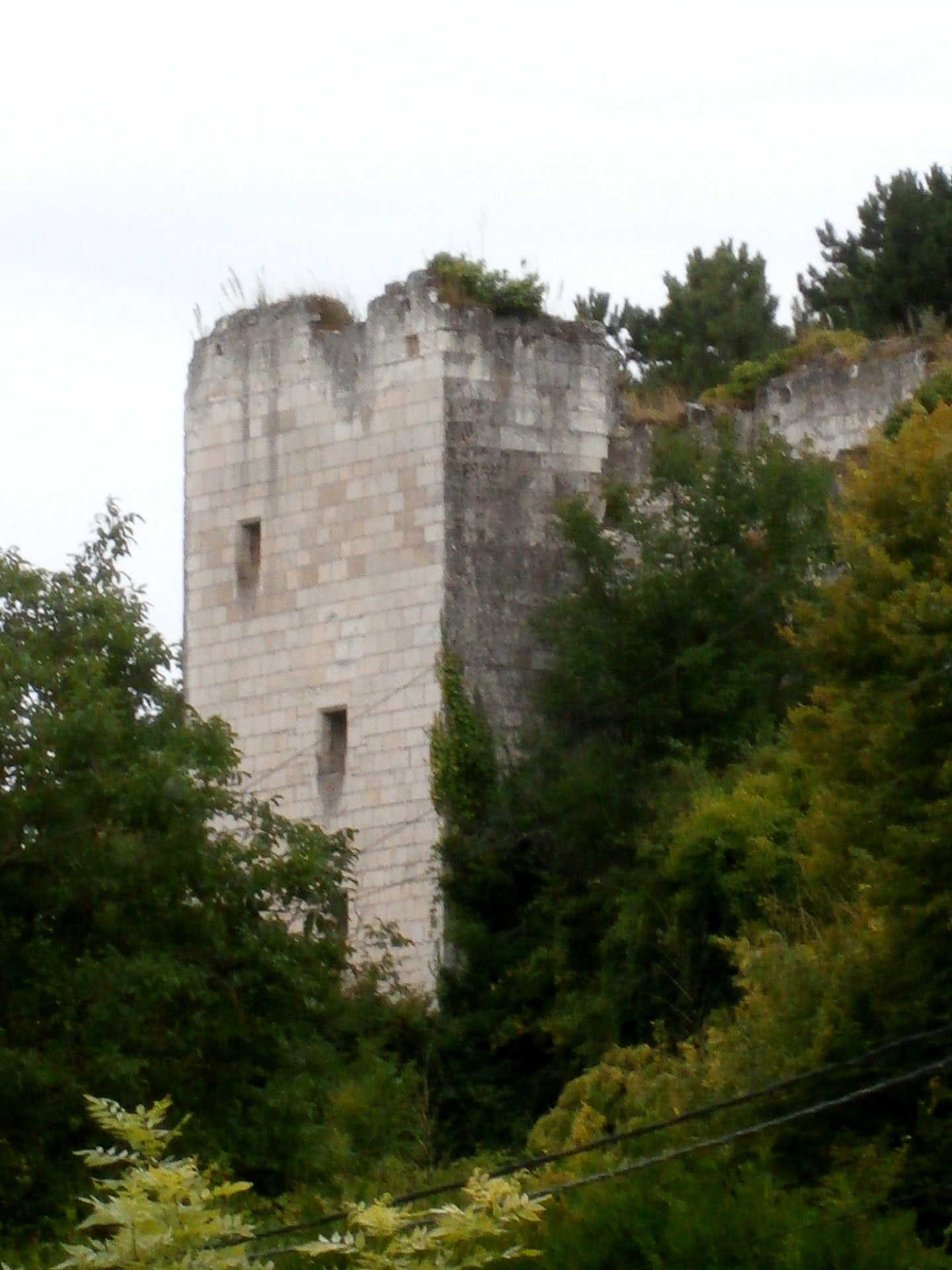
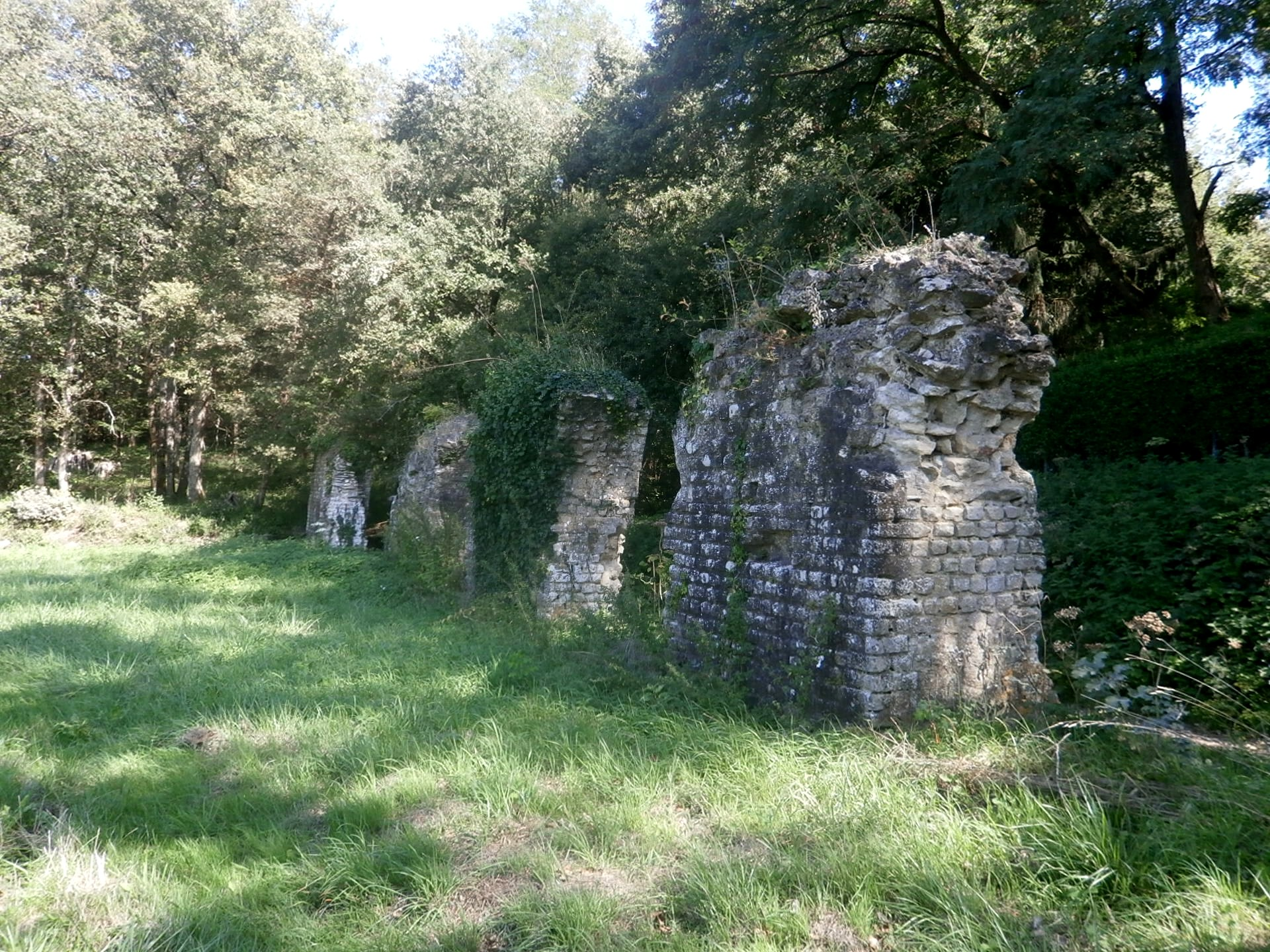
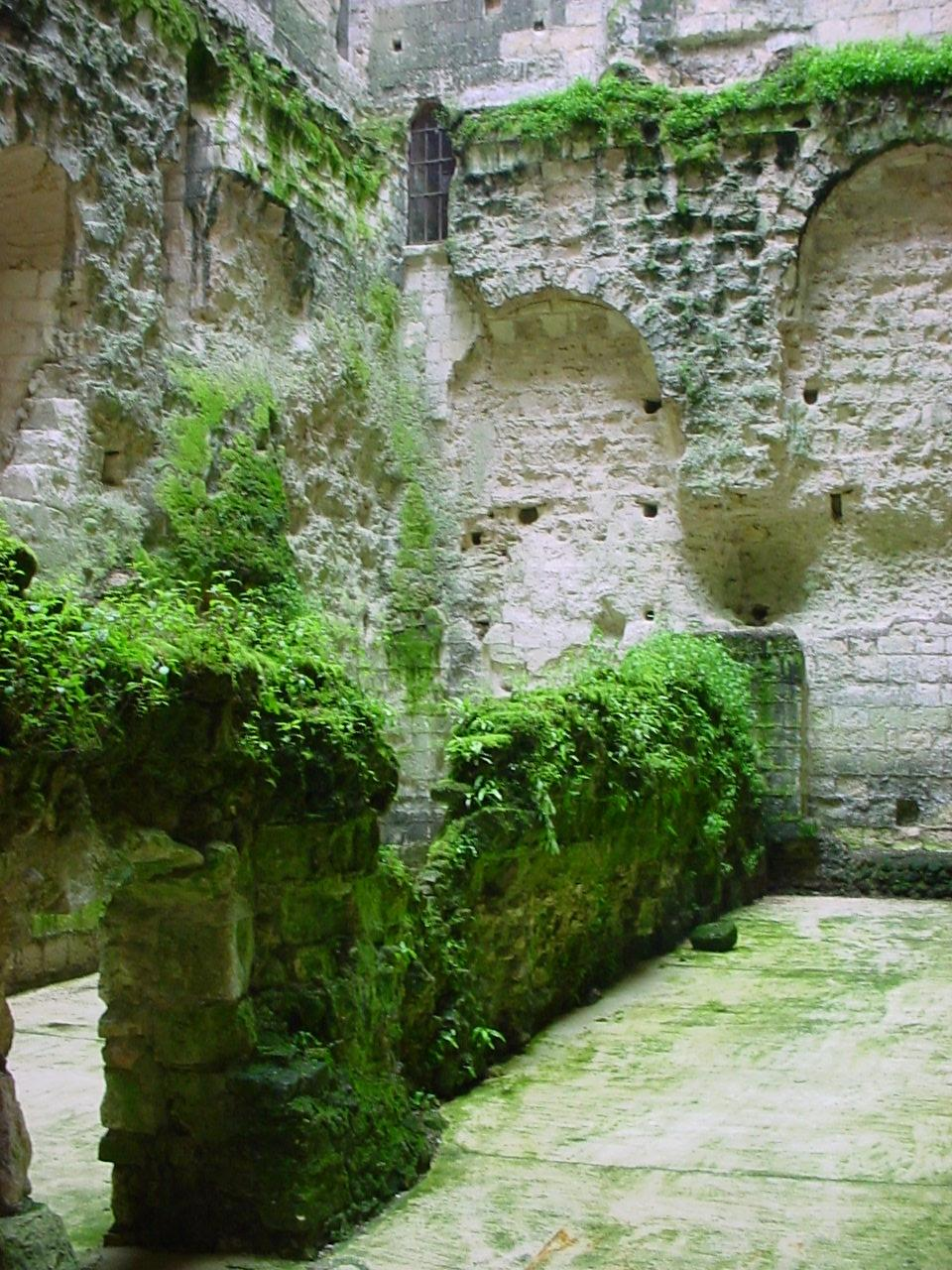

## Nevezetességek
- Várkastély